# Taux de rendement global
Le taux de rendement global (TRG en anglais OOE : overall operations effectiveness, en allemand : Gesamtanlageneffektivität) est un indicateur économique. Il est détaillé dans la norme NF E60-182.

## Calcul
Le TRG est défini par le taux de rendement synthétique, ou TRS, multiplié par le taux de charge (temps de travail sur temps d'ouverture de l'atelier).
Il existe plusieurs façons équivalentes de le calculer, soit par les temps de travail, soit par le nombre de pièces fabriquées si on connaît ces temps.
- Taux de rendement global = taux de marche x taux d'efficacité x taux de produits conformes
- Taux de marche : pourcentage du temps d’utilisation durant lequel la machine a réellement fonctionné
- Taux d’efficacité : pourcentage matérialisé par le rapport du temps efficace sur le temps de marche
- Taux de produits conformes : pourcentage représentant la part de produits conformes du premier coup sur le nombre total de produit passé sur la ligne ou la machine (par exemple un produit écarté et repassé sur une machine compte pour 2)

```
   = Prod. conforme / temps d'utilisation
   = C/B * D/C * E/D
```

- C : taux de marche réel (sans les arrêts machines, pannes, démarrages, attente...)
- B : taux d'utilisation (sans les arrêts obligatoires et programmés, pauses, préventif, changement produits…)
- D : temps efficace (sans marche à vide, baisse de vitesse, micro-arrêts...)
- E : temps production conforme du premier coup (sans quantités écartées et retraitées)

En texte :
- Taux de marche : pourcentage du temps d'utilisation durant lequel la machine a réellement fonctionné
- Taux d'utilisation : pourcentage du temps d'ouverture durant lequel il est matériellement possible de faire fonctionner la machine, la ligne
- Temps efficace : temps nécessaire à la vitesse standard pour fabriquer une quantité de produit déterminée. Ce temps est obtenu en calculant le temps nécessaire à la cadence standard pour réaliser les quantités réellement produites (quantités bonnes, quantités écartées et retraitées). L'écart entre le temps efficace et le temps de marche matérialise les micro-arrêts et les variations de cadence…
- Temps de production conforme du premier coup : temps passé à produire des quantités de produits conformes du premier coup, à la cadence standard

## OOE vs OEE
On distingue le OOE : overall operations effectiveness du OEE : overall equipment effectiveness dans le calcul du taux de disponibilité des équipements, selon que l'on prenne en compte les opérations planifiées ou non.